# 奧克帕克莊園 (加利福尼亞州卡拉韋拉斯縣)
奧克帕克莊園（英語：Oak Park Estates）是位於美國加利福尼亞州卡拉韋拉斯縣的一個非建制地區。該地的面積和人口皆未知。

## 地理
奧克帕克莊園的座標為38°11′17″N 120°39′43″W / 38.18806°N 120.66194°W，而該地的平均海拔高度為343米（即1125英尺）。